# Emergency Gate
Emergency gate (англ. аварійний вихід) — німецький метал-гурт з міста Кірксеон, Німеччина, що грає в стилі мелодик дез-метал.

## Історія гурту
Emergency gate було засновано в 1995 році як павер-метал гурт. Після багатьох років в андеграунді, гурт зміг підписати контракт з The Electric Co, що є суб-лейблом Universal Records
Перший альбом Nightly Ray було випущено в 2006 році у Німеччині, Австрії, Швейцарії, країнах Бенелюксу та США.

## Дискографія
- 2000: Emergency Gate (Demo)
- 2006: Nightly Ray
- 2009: Rewake
- 2010: The Nemesis Construct
- 2011: Remembrance — The Early Days (EP)
- 2013: You
- 2014: Infected